# Dochód osobisty ludności
Dochód osobisty ludności – miara wartości dochodów uzyskiwanych przez gospodarstwa domowe w przedsiębiorstwach.
Oblicza się go według formuły:
dochód osobisty ludności = PNB – amortyzacja – Podatki dochodowe – zyski niepodzielone (przeznaczone na rozwój)